# La Vie devant soi (film, 2020)
Pour les articles homonymes, voir La Vie devant soi (homonymie).
Pour plus de détails, voir Fiche technique et Distribution.

La Vie devant soi (La vita davanti a sé) est un film italien réalisé par Edoardo Ponti, sorti en 2020.

## Synopsis
« La vie devant soi » est sans doute le roman le plus connu de Romain Gary. Publié en 1975 sous le pseudonyme d’Emile Ajar, il a permis à son auteur de remporter pour la deuxième fois le Prix Goncourt - qu’il avait obtenu en 1956 pour « Les racines du ciel ». « La vie devant soi » est un roman émouvant qui raconte l’amitié forte entre un petit musulman orphelin et Madame Rosa, rescapée d’Auschwitz et ancienne prostituée, qui prend soin de lui.
Le roman se déroule à Paris, mais le réalisateur, Edoardo Ponti, qui est l’un des fils de Sofia Loren, a choisi de situer le film en Italie, à Bari, ville cosmopolite aux quartiers populaires où la rencontre des deux protagonistes était tout à fait vraisemblable. Les personnages sont réduits à Madame Rosa, Momo – ici un jeune sénégalais musulman-, au docteur Coen (Katz dans le roman), ainsi qu’à une amie de Madame Rosa jouée par l’actrice espagnole Abril Zamora.
Madame Rosa, qui survit en hébergeant des enfants en difficulté, est victime d’un vol à la tire sur le marché. Le docteur Katz lui ramène les deux candélabres volés, ainsi que l’auteur du délit, un jeune Sénégalais d’une douzaine d’années. Le docteur réussit à convaincre Madame Rosa d’accueillir l’enfant chez elle…   

## Fiche technique
- Titre original : La vita davanti a sé
- Titre français : La Vie devant soi
- Réalisation : Edoardo Ponti
- Scénario : Edoardo Ponti, Ugo Chiti et Fabio Natale, d'après La Vie devant soi de Romain Gary
- Musique : Gabriel Yared
- Photographie : Angus Hudson
- Montage : Jacopo Quadri
- Pays de production :  Italie
- Genre : drame
- Durée : 94 minutes
- Date de sortie : 2020

## Distribution
- Sophia Loren : Madame Rosa
- Ibrahima Gueye : Momo
- Renato Carpentieri : Dr Coen
- Diego Iosif Pirvu : Joseph
- Massimiliano Rossi : revendeur de drogue
- Abril Zamora : Lola
- Babak Karimi : Hamil

## Distinctions

### Récompenses
- Golden Globes 2021 : Meilleure chanson originale pour Io sì (Seen) de Diane Warren, Laura Pausini et Niccolò Agliardi
- David di Donatello 2021 : Meilleure actrice pour Sophia Loren

### Nominations
- Golden Globes 2021 : Meilleur film en langue étrangère
- Oscars 2021 : Meilleure chanson originale pour Io sì (Seen) de Diane Warren, Laura Pausini et Niccolò Agliardi